# Vukosavljeviće
Ne doit pas être confondu avec Vukosavljevići.
Vukosavljeviće en serbe latin (en serbe cyrillique : Вукосављевиће) est une localité du Kosovo située dans la commune/municipalité de Zubin Potok/Zubin Potok, district de Mitrovicë/Kosovska Mitrovica. Selon des estimations de 2009 comptabilisées pour le recensement kosovar de 2011, elle ne compte plus aucun habitant.

## Démographie

### Évolution historique de la population dans la localité
| 1948 | 1953 | 1961 | 1971 | 1981 | 1991 | 2009 |
| ---- | ---- | ---- | ---- | ---- | ---- | ---- |
| 91   | 99   | 117  | 102  | 53   | 19   | 0    |

|  |